# Уня (притока Нилги)
Уня́ (рос. Уня) — річка в Удмуртії (Увинський район), Росія, права притока Нилга.
Річка починається за 3 км на схід від присілку Ключева. Тече спочатку на південний схід, біля присілку Мала Жик'я плавно повертає на схід та південний схід. Пригирлова ділянка розділяється на 2 рукави. Впадає до Нилги нижче села Нилга. Приймає багато дрібних приток, в основному правих. Річище має місцями заліснені береги. На річці збудовано багато ставків.
Над річкою розташовано присілки Багай, Точкогурт, Мала Жик'я та село Нилга. Через річку збудовано 4 автомобільних мости — у верхній течії, біля присілку Точкогурт та 2 біля села Нилга.